# Rodolphe-Auguste d'Ornano

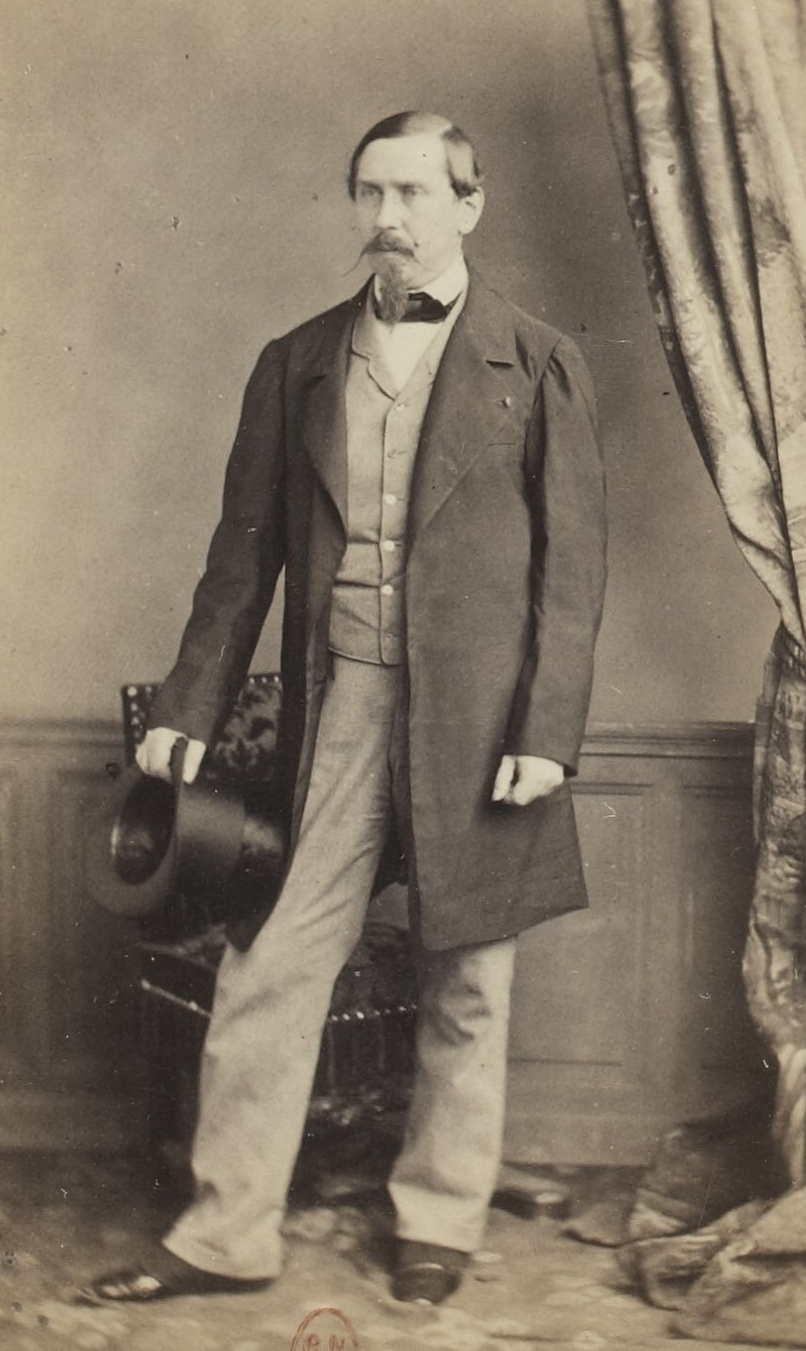
Rodolphe-Auguste d'Ornano

Rodolphe-Auguste Louis Maurice d'Ornano (Luik, 9 juni 1817 - Chambray-lès-Tours, 14 oktober 1865) was een Frans politicus.

## Levensloop
D'Ornano werd geboren in Luik in het Verenigd Koninkrijk der Nederlanden. Zijn ouders, Philippe Antoine d'Ornano en Maria Walewska, leefden daar in ballingschap na de verbanning van Napoleon. Zijn moeder stierf kort na zijn geboorte. Hij studeerde aan het college Louis-le-Grand in Parijs en aan de militaire school van Saint-Cyr. Hij begon een diplomatieke carrière en diende in Dresden en Londen. Zijn vriendschap met prins Lodewijk Napoleon Bonaparte dwarsboomde echter deze carrière en D'Ornano trok zich terug in Frankrijk waar hij zich bezighield met dichten en schrijven. 
Nadat Lodewijk Napoleon Bonaparte president was geworden, werd D'Ornano benoemd tot prefect van het departement Yonne. Hij bleek niet opgewassen tegen deze taak en moest in 1853 op aandringen van Lodewijk Napoleon, inmiddels keizer Napoleon III, zijn ontslag aanbieden. Hij werd opgenomen in de hofhouding van de keizer en werd verkozen in het Corps législatif voor het departement Yonne. Hij werd opnieuw verkozen in 1857 en in 1863 en zetelde namens de dynastieke meerderheid. Hij zetelde ook in de Conseil général van Yonne en was burgemeester van Chambray-lès-Tours (Indre-et-Loire). In die gemeente woonde hij in het kasteel La Branchoire, dat hij had geërfd van zijn vader. Van zijn vader erfde hij ook de titel van graaf. 
D'Ornano huwde met Élisabeth Aline de Voyer d'Argenson. Het echtpaar kreeg zes kinderen:
- Vanina Marie d'Ornano
- Alphonse d'Ornano
- Isabelle Aline d'Ornano
- Louise Rodolphine d'Ornano
- Ludovic d'Ornano
- Marie Anne Berthe d'Ornano

Hij stierf op 48-jarige leeftijd in kasteel La Branchoire.

## Werken
- Histoire de l'ordre de Malte
- Étude de l'administration de l'Empire